# Can Rissec (Llagostera)
Can Rissec de Llagostera és un edifici de planta rectangular amb parets de pedra morterada i s'estructura a partir de cinc crugies i que forma part de l'Inventari del Patrimoni Arquitectònic de Catalunya. Es troba cobert per dos vessants amb teula. La façana principal presenta una gran porta dovellada i finestres amb carreus de pedra i rapissa emmotllurada al primer pis. Destaquem també la pallissa amb embigats de fusta i coberta a dues aigües. Aquest és l'edifici originari de Can Rissec. En l'època d'esplendor de la indústria surera, el senyor Rissec va fer construir un gran casal al costat d'aquesta masia, el Casal de Can Rissec. La masia recentment ha estat restaurada i els entorns han estat urbanitzats.